# Тёмные воды (фильм, 2003)
«Тёмные воды» (англ. Dark Waters) — фантастический фильм режиссёра Филлипа Дж. Рота.

## Сюжет
Одна из нефтяных вышек в Мексиканском заливе подвергается атаке гигантских, агрессивно настроенных акул, которые повреждают её конструкцию и выводят из строя оборудование. Биолог Дэн Кватрелл и его помощница Робин Тернер должны разобраться в аномальном поведении морских хищников, чтобы предотвратить техногенную катастрофу. В результате проведенных глубоководных исследований становится ясно, что причина этой атаки — биологический эксперимент, проводимый военными, который внезапно вышел из-под контроля. И теперь, вместо того, чтобы стать оружием в человеческих руках, кровожадные хищники, наделённые невероятной силой, бороздят глубины океана, подстерегая очередную жертву.

## В ролях
| Актёр            | Роль                   |
| ---------------- | ---------------------- |
| Лоренцо Ламас    | Дэн Кватрелл           |
| Симмон Маккиннон | Робин Тернер           |
| Джеффри Горман   | Джон Миклош            |
| Брюс Грэй        | Саммервиль             |
| Росс Манархи     | доктор Дэн Кватрелл II |
| Стефан Лысенко   | капитан Ярборо         |